# マメ・ババ・ティアム
マメ・ババ・ティアム（Mame Baba Thiam、1992年10月9日 - ）は、セネガル・エンギディレ出身のサッカー選手。カイセリスポル所属。ポジションはフォワード。

## 経歴

### クラブ
- 2013年7月15日、SSヴィルトゥス・ランチャーノ1924にフリーで移籍[1]。
- 2015年6月、ユヴェントスFCに移籍。
- 2015年7月26日、SVズルテ・ワレヘムに期限付き移籍した[2]。期限付き移籍から復帰した後はチームのプレシーズンキャンプに参加した[3]。
- 2016年8月31日、PAOKテッサロニキに期限付き移籍[4]。
- 2017年1月13日、エンポリFCに期限付き移籍[5]。
- 2018年2月6日、エステグラルFCに1年半契約で加入した[6]。2017-18シーズンのリーグ戦の背番号は25を選択したものの、ACLでの背番号はお気に入りの7番で登録された[7]。
- 2018年8月8日、アラビアン・ガルフ・リーグのアジュマーンCSCに2年契約で加入した[8]。
- 2019年6月24日、スュペル・リグのカスムパシャSKと2年契約を結んだ[9]。
- 2020年8月18日、フェネルバフチェと3年契約を結んだ[10]。

### 代表
- 2020年10月9日、モロッコ代表との親善試合で代表初出場。

## タイトル

### クラブ
エステグラル
- ハズフィー・カップ : 2017-18

### 代表
セネガル代表
- アフリカネイションズカップ : 2021